# V століття до н. е.

## Події
- 500 до н.е. — 449 до н.е. — Греко-перські війни;
- 480—438 — Династія Археанактідів у Боспорі;
- 438—107 — Династія Спартокідів у Боспорі;
- 431 — 404 — Пелопоннеська війна;
- 422—421 — Заснування Херсонеса;